# Number 1's (video)
#1's è un album-video della cantautrice statunitense Mariah Carey, pubblicato nel 1999 in VHS e nel 2000 in DVD. 

## Tracce
1. Program Start
2. Heartbreaker (featuring Jay-Z)
3. My All
4. Honey
5. Always Be My Baby
6. One Sweet Day (con Boyz II Men)
7. Fantasy (featuring O.D.B.)
8. Hero (Here Is Mariah Carey)
9. Dreamlover
10. I'll Be There (featuring Trey Lorenz) (MTV Unplugged)
11. Emotions
12. I Don't Wanna Cry (director's cut)
13. Someday (MTV Unplugged)
14. Love Takes Time (Here Is Mariah Carey)
15. Vision of Love (Fantasy: Mariah Carey at Madison Square Garden)
16. End Credits
17. Heartbreaker (Remix) (featuring Da Brat & Missy Elliott) (bonus)